# Franska revolutionskalendern
Den franska revolutionskalendern eller republikanska kalendern kallas den kalender som användes i Frankrike under några år efter utbrottet av den franska revolutionen. Den skilde sig åt från den gregorianska både vad gäller månadernas namn och längd, veckornas antal dagar och namn, och dygnets antal timmar.
Den infördes genom ett edikt den 5 oktober 1793 att tillämpas från och med 1793-11-01 och fortsatte att vara officiellt gällande fram till den 1 januari 1806, då den avskaffades genom ett påbud utfärdat den 9 september 1805. Napoleon I införde revolutionskalendern i de länder han erövrat genom sina krig.
Kalenderreformen hade som utgångspunkt, epok, den 22 september 1792, den dag då republiken infördes. Detta datum kallades i den franska revolutionskalendern 1 vendémiaire år I.

## Innehåll
Den franska revolutionskalendern delade in året i 12 månader om 30 dagar vardera, nämligen: Vendémiaire, Brumaire, Frimaire, Nivôse, Pluviôse, Ventôse, Germinal, Floréal, Prairial, Messidor, Thermidor, Fructidor. Varje månad indelades i tre dekader (tiotal), och vid årets slut (det vill säga mellan Fructidor och Vendémiaire) lades det till fem eller (vart fjärde år) sex jours complémentaires eller jours epagomènes.

### Månaderna
Månaderna numrerades med romerska siffror och var indelade i fyra kvartal, ett för varje årstid, höst, vinter, vår och sommar, enligt följande:
höst:
- Ⅰ vendémiaire (från latinets vindemia, "druvskörd") med början den 22, 23 eller 24 september
- Ⅱ brumaire (från franskans brume, "dimma") med början den 22, 23 eller 24 oktober
- Ⅲ frimaire (från franskans frimas, "frost") med början den 21, 22 eller 23 november

vinter:
- Ⅳ nivôse (från latinets nivosus, "snöig") med början den 21, 22 eller 23 december
- Ⅴ pluviôse (från latinets pluviosus, "regnig") med början den 20, 21 eller 22 januari
- Ⅵ ventôse (från latinets ventosus, "blåsig") med början den 19, 20 eller 21 februari

vår:
- Ⅶ germinal (från latinets germen, "säd") med början den 20 eller 21 mars
- Ⅷ floréal (från latinets flos, "blomma") med början den 20 eller 21 april
- Ⅸ prairial (från franskans prairie, "äng") med början den 20 eller 21 maj

sommar:
- Ⅹ messidor (från latinets messis, "skörd") med början den 19 eller 20 juni
- Ⅺ thermidor (från grekiskans thermos, "varm") med början den 19 eller 20 juli
- Ⅻ fructidor (från latinets fructus, "frukt") med början den 18 eller 19 augusti

### Veckorna
De tio veckodagarna fick namn efter sitt nummer i ordningen och kallades därför helt enkelt: primedi, duodi, tridi, quartidi, quintidi, sextidi, septidi, octidi, nonidi och décadi.

### Dygnet

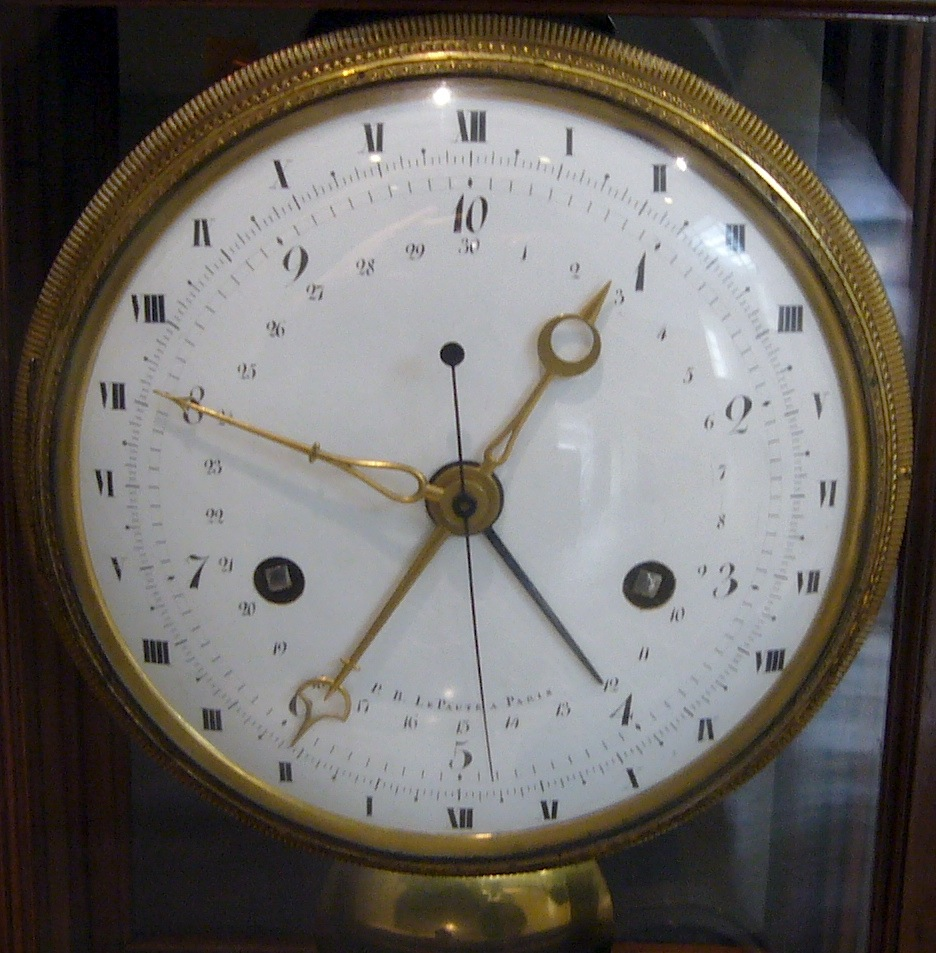
Decimalklocka, med urtavla med decimal tid.

Ett dygn delades in i 10 "(decimal)timmar" om vardera 100 "(decimal)minuter", vilka i sin tur delades i 100 "(decimal)sekunder". Idén var inte ny, utan modellen hämtades från det forntida Egypten. Nya klockor konstruerades och tillverkades för att utvisa decimal tid, men de slog inte an och övergavs officiellt år 1795. Några idétrogna städer fortsatte dock att använda decimal tid fram till 1801.

## Kritik och skäl till att förslagen upphävdes
Om kalenderns skottår blev stor debatt, till följd av de motsägande kraven att året såväl ska börja vid höstdagjämningen som lägga till ett skottår vart fjärde år. Åren III, VII, och XI iakttog man skottåret och åren XV och XIX ämnade man också göra det. En fast aritmetisk regel för att bestämma skottåren föreslogs i Utbildningskommitténs namn den 19 floréal år III (8 maj 1795). Regeln slog fast att den Franska Republikens skottår (IV, VIII, XII, etc. skulle vara skottår) enligt den gregorianska kalenderns modell med undantag för år 4000 (det sista året i 10 x 400-årsperioderna).
Förslaget avsågs undvika osäkra framtida skottår på grund av otillräcklig noggrannhet hos 1790-talets astronomiska kunnande (uttalandet är giltigt ännu i dag). Kommittén noterade särskilt att den verkliga dagjämningen år 144 förutsades inträffa klockan "11:59:40", vilket var närmare midnatt än osäkerheten på 3 till 4 minuter medgav. Men förslaget antogs aldrig och den ursprungliga regeln kom att gälla. Revolutionärerna hade internationella ambitioner med sina förslag och insikten att vissa detaljer, såsom den föreslagna epoken, kanske inte hade tillräckliga bevekelsegrunder insmög sig så småningom.
Kalendern avskaffades därför av fyra skäl:      
1. För att en tio-dagars arbetsvecka gav arbetarna mindre vila (mer än en fridag per vecka låg ännu inte i tiden),
2. För att dagjämningen var ett rörligt datum som start på varje nyår, vilket var ytterst förbryllande för flertalet
3. För att den var oförenlig med den sekulära rytmen i handelns mässor och jordbrukets marknader
4. För att den nya dygnsindelningen upplevdes förvirrande med de nya enheterna decimaltimme och decimalminut, som inte anknöt till någon redan känd storhet.

Vanans makt var stor och segrade även över ambitionen decimal tid.